# Fwe
Le fwe est une langue bantoue parlée dans le Zambezi en Namibie et dans la province de l’Ouest en Zambie.